# Pyramid Escape
Pyramid Escape je počítačová hra pro počítače Sinclair ZX Spectrum a Aquarius+ z roku 2024. Autorem hry je IrataHack, autorem úvodního obrázku je Vladimír Krištof (Trixs), grafiku ve hře vytvořil crayon, hudbu a zvuky do hry vytvořila Ella Šenovská (Aki). Hlavní postavou hry je rytíř Wee, který musí najít dračí kámen.
Hra navazuje na hry Castle Escape a Forest Escape. Proti předcházejícím dvěma hrám má tato hra plnější místnosti a lepší grafiku. Na hře se podíleli ještě Damien Guard (DamienG) vytvořením fontu Quantra a Richard Langford vytvořením plakátu ke hře. Grafika místností hry byla vytvořena v grafickém editoru Tiled. 48K hudba byla vytvořena v hudebním editoru Beepola, 48K zvuky v programu BeepFX. AY hudba byla vytvořena v hudebním editoru Vortex Tracker 2.5, AY zvuky v programu AY Sound FX Editor.

## Děj hry
Rytíř Wee ztroskotal na cizí planetě s dvojitým sluncem, která je pokryta pyramidami. Na planetě musí rytíř najít čtyři klíče ve tvaru scarabea. S jejich pomocí může odemknout sarkofágy, které ukrývají dračí kámen - artefakt umožňující meziplanetární cestování. V průběhu hry může hráč sbírat předměty, které ovlivní rytířovo chování. Rytíř musí hodně skákat.
Vliv nalezených předmětů:
- klíč (ne se scarabeem) - prohození směrů ovládání,
- zelená lahvička - létání,
- drahokam - zpomalení pohybu rytíře,
- pergamen - zrychlení pohybu rytíře.